# Musée Whipple d'histoire des sciences
Le musée Whipple d'histoire des sciences (en anglais : Whipple Museum of the History of Science) est situé à Cambridge, en Angleterre.
Il a été fondé en 1944 lorsque Robert Whipple (en) donna sa collection d'instruments scientifiques à l'université de Cambridge.
Il abrite une riche collection d'objets en rapports avec les sciences, en particulier des instruments scientifiques du XVIIe siècle au XIXe siècle. Le musée fait partie du département d'histoire et de philosophie des sciences de l'université de Cambridge.

## Galerie

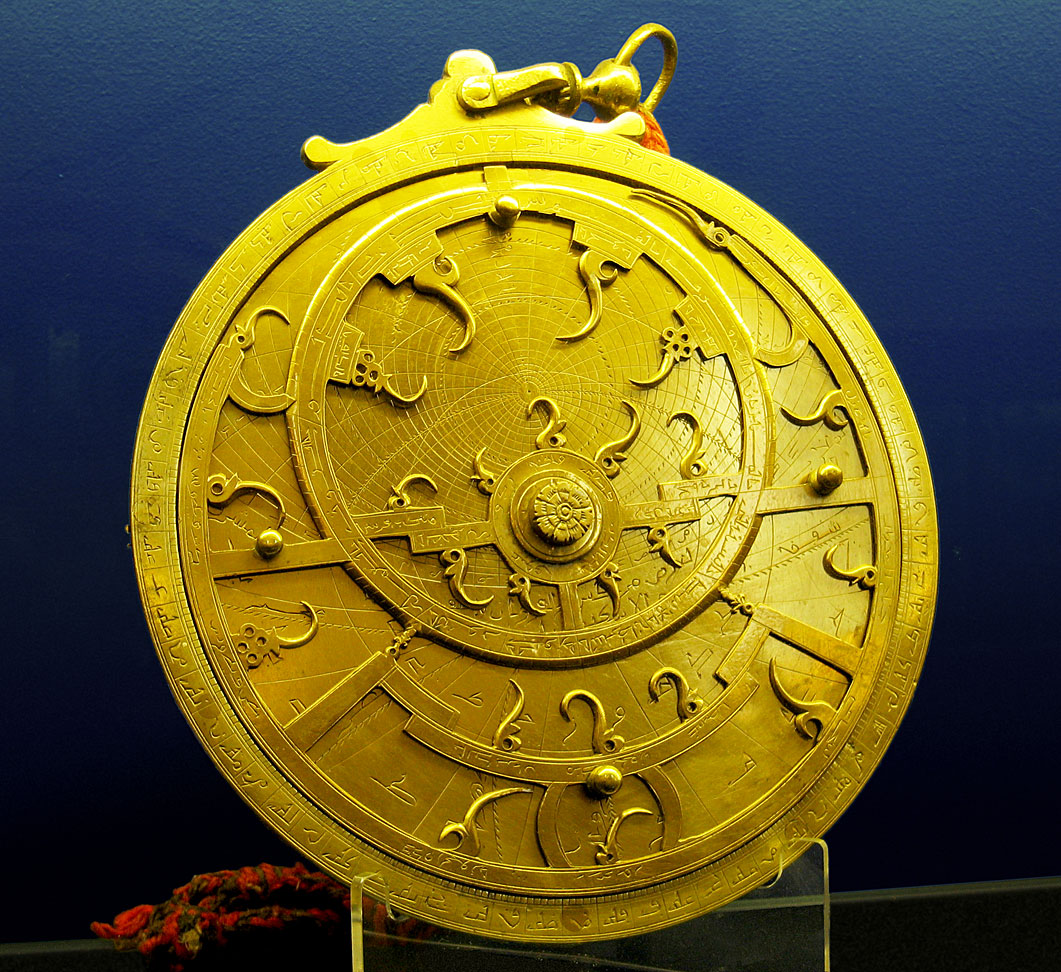
Astrolabe persan du XVIIIe siècle.
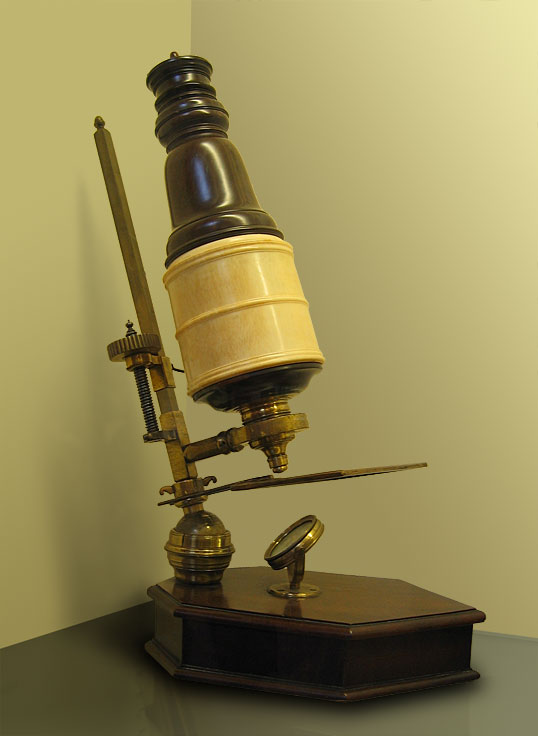
Microscope composé du XVIIe siècle.
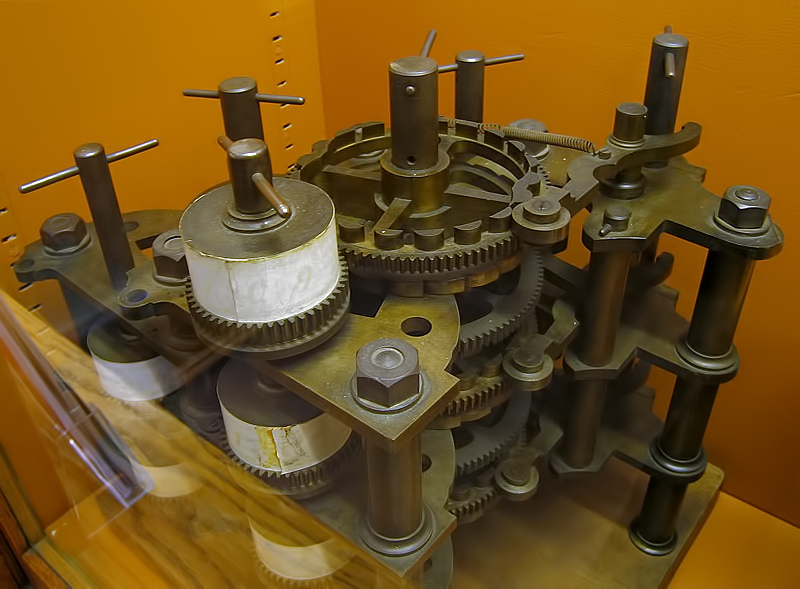
Assemblage partiel de la machine à différences de Charles Babbage à partir de pièces en laiton d'origine.